# The Police
The Police a fost o formație rock britanică alcătuită din 3 membri, basistul/principalul vocalist Sting (Gordon Sumner), chitaristul Andy Summers și toboșarul Stewart Copeland. Formația a devenit un fenomen global în anii '80, cântând un stil de rock influențat de alte genuri: jazz, reggae și punk. Albumul lor din 1983, Synchronicity, a fost pe primul loc în topuri în Marea Britanie și SUA, iar în Statele Unite s-au vândut peste 8.000.000 de exemplare. Formația s-a destrămat la mijlocul anilor '80, dar s-a reunit în 2007 cu anunțul că vor face un turneu mondial. Turneul a fost programat de la mijlocul lui 2007 până la jumătatea lui 2008, celebrând cea de-a 30-a aniversare a single-ului "Roxanne" și de asemenea a formării lor ca și grup. Până în prezent, The Police au vândut peste 50 de milioane de albume în întreaga lume. Revista Rolling Stone a plasat The Police pe locul 70 în topul "100 Cei Mai Buni Artiști ai Tuturor Timpurilor".

## Carieră

### Formare
Formația The Police a fost înființată la începutul anului 1976 de către bateristul american Stewart Copeland. După destrămarea formației sale de rock progresiv numită "Curved Air", Copeland a fost reticent în formarea unei noi formații de trei persoane și s-a alăturat înmugurindei scene londoneze de punk. Basist-vocalistul Sting și chitaristul Henry Padovani au început repetițiile cu Copeland în ianuarie 1977 și au înregistrat în luna următoare primul lor single sub numele de "Police" intitulat "Fall Out"/"Nothing Achieving". Directorul provizoriu de atunci, Paul Mulligan, a fost cel care a susținut financiar înregistrarea melodiilor. În martie și aprilie cei trei au efectuat un turneu împreună cu formațiile „Cherry Vanilla” precum și „Wayne County & the Electric Chairs” căntând în deschiderea concertelor acestora.
În luna mai Mike Howeltt, fost membru al trupei "Gong", l-a invitat pe Sting și pe fostul chitarist al formației „Eric Burdon and the Animals” Andy Summers să formeze împreună cu el trupa Strontium90, ca o formație proiect pentru refacerea trupei Gong. Bateristul avut în plan de către Howlett pentru această formație, Chris Cutler, nu a fost disponibil, așa că Sting l-a adus cu el pe Stewart Copeland. Strontium90 a înregistrat câteva piese „demo” la Studiourile „Virtual Earth” și apoi au cântat la concertul de refacere al trupei Gong în Paris pe 28 mai 1977. Un album cu unele din aceste piese de studio și piese din concert (împreună cu prima versiune înregistrată a melodiei "Every Little Thing She Does Is Magic") a fost scoasă pe piață 20 ani mai târziu în 1997 sub numele de Strontium 90: Police Academy. De asemenea cei patru au cântat și la un club din Londra sub numele de „The Elevators” în iulie 1977.
În iulie 1977, Copeland, Sting, Padovani și Summers au început să cânte ca versiunea de patru muzicieni a formației Police. Talentul relativ limitat de chitarist a lui Padovani a fost motivul pentru care participarea sa la trupă a fost scurtă. La scurt timp după ce, pe 10 august, o sesiune de înregistrări cu producătorul John Cale a fost abandonată, Padovani a părăsit formația, iar Summers a preluat sarcinile de chitară solo. Această componență formată din Copeland, Sting și Summers va rămâne pentru tot restul istoriei formației Police.
Sting s-a dovedit a fi un bun textier. Anterior, el și-a petrecut timpul ca profesor de limba și literatura engleză (la școală generală/liceu), versurile sale fiind renumite pentru conștiința lor literară și vioiciune verbală. Materialul din albumul următor, „Ghost in the Machine”, a fost inspirat de scrierile lui Arthur Koestler, iar materialul din "Syncronicity" a fost vizibil inspirat de scrierile lui Carl Jung.
Formația The Police, împreună cu The Clash, sunt renumite ca fiind unele din primele formații de muzicieni albi care au adoptat genul muzical reggae ca formă muzicală predominantă, și au obținut mari succese internaționale cu melodiile în stilul reggae. Deși genurile muzicale ska și reggae erau deja foarte populare în Marea Britanie, stilul era puțin cunoscut în Statele Unite și în alte țări. Înainte de apariția formației Police, doar câteva melodii reggae – precum reinterpretarea din 1974 al lui Eric Clapton după "I Shot the Sheriff" a lui Bob Marley, sau melodia "Mother and Child Reunion" a lui Paul Simon — s-au bucurat de un oarecare succes semnificativ în topuri.
Părul de culoare blond oxigenat care va deveni un simbol al trupei a fost un accident fericit petrecut în februarie 1978. Formației, aflată atunci în disperare pentru bani, i s-a cerut să filmeze pentru o reclamă la guma de mestecat Wringley’s Spearmint cu condiția de a-și vopsi părul blond.

### Contract de înregistrări
Pentru The Police, primul lor album – Outlandos d'Amour – a fost o grea încercare, ei lucrând cu un buget foarte mic și neavând un manager sau "record deal". Miles Copeland III, fratele mai mare al lui Stewart Copeland, a ascultat Roxanne pentru prima dată și a obținut imediat pentru ei un "record deal" cu A&M Records. Inițial apărut în 1978, single-ul a fost scos pe piață într-o nouă ediție în 1979 și atunci a fost momentul în care The Police au câștigat o largă recunoaștere în Marea Britanie, precum și o reușită minoră cu această melodie în alte țări, în special în Australia. Succesul lor a condus la înțelegerea de a cânta la renumitul club CBGB din New York precum și la un turneu istovitor în Statele Unite, turneu în care membrii formației au condus singuri mașina – o dubiță marca Ford Econoline – care-i transporta pe ei și întregul lor echipament de-a lungul țării.
În octombrie 1979, grupul a scos cel de-al doilea album "Reggatta de Blanc", album ce a avut vânzări masive în multe țări și care a propulsat single-urile britanice "Message In A Bottle" (prima lor melodie ajunsă pe prima poziție în top) și "Walking on the Moon" (de asemeni o melodie de top). Piesa instrumentală – având același titlu cu numele albumului – va câștiga premiul "Grammy for Best Rock Instrumental Performance" (premiul Grammy pentru cea mai bună interpretare rock instrumentală).
În martie 1980, grupul The Police a efectuat primul său turneu internațional și a fost una dintre primele mari trupe rock care au cântat în locuri precum Mexico City, Mexico, Bombay, India și Egipt. Spectacolul din Mexico City a fost filmat de postul Canal 13. În luna mai în Marea Britanie A&M Records pune în vânzare "Six Pack (The Police)," un pachet foarte scump ce conține (mai puțin single-ul "Fall Out") 5 discuri de vinyl în coperțile lor originale plus o variantă în format mono a celebrei piese "The Bed's Too Big Without You" (de pe albumul Regatta De Blanc) susținută de o versiune live a piesei "Truth Hits Everybody" de pe albumul Outlandos d'Amour. Acesta a ajuns pe poziția a 17-a în topul din UK al single-urilor deși reglementările introduse ulterior l-ar fi clasificat ca album.
Presați de către compania lor de înregistrări pentru a produce un nou album și pentru reîntoarcere imediată la turnee, formația The Police a scos cel de-al treilea lor album, intitulat Zenyatta Mondatta, în toamna anului 1980. Albumul aduce grupului cea de-a treia melodie ce se clasează pe locul întâi „Don't Stand So Close to Me", și "De Do Do Do, De Da Da Da", care a ajuns în topurile din Statele Unite. Într-un interviu ulterior Sting a declarat că el a regretat graba în care s-a înregistrat albumul. Oricum, mulți critici îl vor cita mai târziu ca fiind unul din cele mai puternice eforturi ale lor. Piesa instrumentală "Behind My Camel" scrisă de Andy Summers a căștigat premiul Grammy pentru cea mai bună interpretare rock instrumentală. Melodia "Don't Stand So Close to Me" a căștigat premiul Grammy pentru cea mai bună interpretare rock vocală pentru un Duo sau Grup.

### Lumea star-urilor
În acest timp Sting devenea o personalitate marcantă și, prin trecerea la actorie, punea bazele unei cariere dincolo de formația The Police. Debutul în film, bine primit de altfel, și-l face în rolul lui 'Ace Face' în "Quadrophenia" versiunea cinematografică a operei rock "The Who", urmat de rolul unui mecanic îndrăgostit de muzica lui Eddie Cochran în filmul "Radio On" al lui Christopher Petit. A jucat de asemenea în filmul Dune rolul lui Feyd Rautha iar în filmul "The Adventures of Baron Munchausen" rolul unui soldat care este executat pentru că este prea viteaz.
În timp ce faima lui Sting se ridica, relația sa cu Stewart Copeland, fondatorul trupei, începea să se deterioreze. Relația dintre cei doi, din ce în ce mai încordată, a fost mai departe agravată de presiunea publicității și faimei internaționale, a ego-urilor conflictuale, și a succesului lor financiar. Între timp, căsniciile, atât a lui Sting cât și a lui Summers, au eșuat (Sting și-a stabilizat relația cu noua sa parteneră Trudie Styler, cu care se va căsători mai târziu, în timp ce Summers, după o scurtă relație care a dus la nașterea unui fiu pe nume Andrew Jr., s-a recăsătorit cu Kate – cea de-a doua soție).
Al patrulea album al formației The Police intitulat "Ghost in the Machine", la care coproducător a fost Hugh Padgham, a fost lansat în 1981. Este caracterizat de folosirea intensivă a saxofoanelor și sintetizatoarelor alături de sunete cu tonalități joase, albumul având profunde influențe jazz. A dat naștere “hit sigle”-urilor "Every Little Thing She Does Is Magic", "Invisible Sun", and "Spirits in the Material World". Deoarece membrii formației nu au căzut la înțelegere asupra imaginii de pe coperta discului, aceasta conține trei pictograme roșii, reprezentând portretele digitale ale celor trei membrii, realizate în stilul afișajelor cu LED-uri și puse pe un fundal negru. În anii 1980, Sting și Andy Summers aleg calea exilului pentru a evita taxele și se mută în Irlanda (Sting la Roundstone în Galway, iar Andy la Kinsale în County Cork) în timp ce Stewart, american fiind, rămâne în Anglia.
Formația The Police face o pauză în 1982, timp în care Sting își urmează cariera sa actoricească, jucând un rol principal alături de Denholm Elliot și Joan Plowright în versiunea pentru film a lui Richard Loncraine a piesei "Brimstone and Treacle" scrisă de Dennis Potter. De asemenea a avut un mic hit solo în Marea Britanie cu tema muzicală a filmului, "Spread A Little Happiness" (care apăruse pe albumul Brimstone and Treacle soundtrack, împreună cu alte trei noi piese Police). În acest timp Summers înregistrează primul său album împreună cu Robert Fripp, numit "I Advance Masked".
În 1983 apare ultimul album al formației The Police intitulat Synchronicity. Piesele mai remarcabile de pe acest album sunt "Every Breath You Take", "Wrapped Around Your Finger", "King of Pain" și "Synchronicity II". Cu excepția lui "King of Pain", melodiile sunt însoțite de videoclipuri în regia lui Godley & Creme. Acest album atinge primul loc atât în topul Marii Britaniei (unde intră direct pe locul întâi) cât și în cel al Statelor Unite. Rămâne pe primul loc în topul Marii Britaniei doar pentru două săptămâni iar în Statele Unite pentru 17 săptămâni. La premiile Grammy a fost nominalizat pentru titlul de Albumul Anului, dar a piedut în fața câștigătorului indiscutabil, Thriller-ul lui Michael Jackson.
Formația The Police l-a învins pe Michael Jackson doar la o singură categorie: "Every Breath You Take" a câștigat premiul Grammy pentru Melodia Anului, învingând "Billie Jean"-ul lui Jackson. De asemenea "Every Breath You Take" a câștigat Grammy pentru Cea Mai Bună Interpretare Pop a unui Duo sau Grup Vocal în timp ce "Synchronicity II" a câștigat Grammy pentru Cea Mai Bună Interpretare Rock a unui Duo sau Grup Vocal. De asemenea, "Every Breath You Take" a câștigat premiul American Video pentru  cel mai bun videoclip al unui grup și a înhățat două premii Ivor Novello pentru categoriile Best Song Musically & Lyrically și Most Performed Work. În 1983, Stewart Copeland a compus muzica pentru coloana sonoră a filmului "Rumble Fish" regizat și produs de Francis Ford Coppola pe baza nuvelei cu același titlu scrisă de S.E. Hinton. O melodie difuzată la radio "Don't Box Me In" (tema muzicală din Rumble Fish), colaborare dintre Copeland și cântărețul/textierul Stan Ridgway leader-ul formației Wall of Voodoo, a avut parte de numeroase radiodifuzări după apariția pe piață a filmului în acel an.

### Destrămare
Deși niciodată nu a avut loc o despărțire oficială, fiecare membru al grupului și-a continuat propria carieră solo după terminarea turneului Synchronicity în martie 1984. În iunie 1986 trioul s-a reunit din nou pentru a susține trei concerte pentru Amnesty International A Conspiracy of Hope Tour. În luna iulie a acelui an, o reuniune de scurtă durată în studio a dat naștere doar la două reînregistrări ale pieselor "Don't Stand So Close to Me" și "De Do Do Do, De Da Da Da". Prima a fost scoasă pe piață în octombrie 1986 ca ultimul lor single împreună sub forma de "Don't Stand So Close To Me '86" (o versiune substanțial refăcută a originalului din 1980), aparută pe compilația Every Breath You Take: The Singles, și a ajuns în UK Top 25. În acest timp, devenise clar că Sting nu avea nici o intenție pentru a continua cu formația, scoțând deja pe piață în 1985 un album solo de succes cu influențe jazz intitulat The Dream of the Blue Turtles.
În 1992, Sting se căsătorește cu Trudie Styler. Summers și Copeland au fost invitați la ceremonie și la petrecerea de nuntă. Realizând că toți membrii grupului sunt prezenți, invitații au presat trioul să cânte, și în cele din urmă ei au interpretat "Roxanne" și "Message In A Bottle." Copeland a declarat mai târziu că "după aproximativ trei minute devenise din nou o amintire". De asemenea în 1992, Andy Summers a servit pentru o scurtă perioadă ca Musical Director al efemerului "Dennis Miller Show".
Pe 10 martie 2003, grupul The Police a fost introdus în "Rock and Roll Hall of Fame" și a interpretat în direct "Roxanne", "Message In a Bottle" și "Every Breath You Take". Ultima melodie a fost interpretată alături de Steven Tyler, Gwen Stefani și John Mayer.
În 2004, Henry Padovani (chitaristul trupei înainte de venirea lui Andy Summers) a scos un album, cu participarea lui Stewart Copeland și Sting la una din piese, reunind pentru prima dată din 1977 în cadrul unei interpretări pe membrii "originali" ai grupului The Police . De asemenea în 2004, Rolling Stone Magazine a clasat formația The Police pe poziția 70 în lista lor 100 Greatest Artists of All Time.
În 2006 Stewart Copeland a făcut un documentar rock despre formație intitulat Everyone Stares: The Police Inside Out, bazându-se pe filmările făcute în formatul de film Super-8 pe care le-a făcut atunci când formația făcea înregistrări și mergea în turneu la sfârșitul anilor '70 și începutul anilor '80. În octombrie 2006 Andy Summers scoate One Train Later, niște memorii autobiografice detaliind cariera sa timpurie și perioada petrecută în cadrul formației.

### Reuniunea din 2007
La începutul anului 2007, au apărut informații că trioul se va reuni pentru un turneu ce va marca cea de-a 30-a aniversare, la mai mult de 20 de ani de la despărțirea ‘finală’ din 1986. Concertele aveau să coincidă cu scoaterea de către Universal Music (actualul deținător al “label”-ului A&M) a unei noi compilații cu piese din catalogul formației. Următoarele afirmații au fost date publicității din partea formației de către purtătorul ei de cuvânt la Interscope Geffen A&M Records și au fost incluse  pe website-ul official al lui Sting: "Pe măsura apropierii celei de-a 30-a aniversări a primei melodii a formației the Police, au fost în curs de desfășurare discuții cu privire la modul în acest lucru va fi celebrat. În timp ce noi putem confirma că într-adevăr va fi ceva special pentru a marca evenimentul, măsura în care formația se va implica rămâne încă nedeterminată."
Pe 22 ianuarie 2007, revista de orientare “punk wave” Side-Line aduce știrea că formația The Police se va reuni pentru premiile Grammys, adaugând că melodia interpretată va fi "Roxanne". Revista Side-Line de asemenea anunța în pagina sa de știri că formația The Police este gata de îmbarcare pentru un mare turneu care îi va duce în orașe din toată lumea. Revista Billboard a confirmat mai târziu zvonurile, citându-l pe Andy Summers cu care discutase mai demult în 2006 despre cum va putea formația continua era după-Synchronicity: "Cea mai rațională abordare ar fi fost, 'OK, Sting, du-te și fă o înregistrare solo și apoi hai să fim împreună din nou peste doi sau trei ani. Sunt sigur că puteam face asta. Cu siguranță puteam. În mod cert nu eram într-un spațiu creativ steril. Am fi putut cu ușurință continua și probabil încă mai eram acolo. Nu acesta a fost să ne fie destinul. A mers în altă direcție. Regret că niciodată nu am plătit asta cu un ultim turneu."
Formația a cântat în deschiderea celei de-a 49-a ediții a Annual Grammy Awards pe 11 februarie 2007 în Los Angeles, California, ei anunțând înainte de a începe să cânte piesa "Roxanne" că "Noi suntem The Police. Și ne-am întors!". A&M Records, casa de discuri a formației, a promovat turneul de reuniune 2007-2008 ca fiind cea de a 30-a aniversare a apariției primei melodii a formației și nu ca pe o aniversare a întemeierii ei. Canalul de televiziune ABC anunța, "Anul acesta marchează cea de-a 30-a aniversare a apariției piesei ‘Roxanne’, single-ul care a făcut cunoscută în USA formația The Police." Single-ul a apărut în aprilie 1978.
Formația și-a început turneul său de reunire în Vancouver pe 28 mai în fața a 22.000 de fani la unul din cele două concerte desfășurate cu casa închisă. Stewart Copeland a făcut pe propriul său website un comentariu nimicitor spectacolului, pe care presa la considerat ca fiind o vrajbă. S-a vrut a fi doar o glumă și formația a primit-o cu voie bună. În octombrie 2007 formația a ținut cel mai mare concert al turneului de reuniune în Dublin, Irlanda, în fața a 82.000 de fani.
The Police și-a continuat turneul în 2008, și locațiile au inclus Noua Zeelandă, Australia, Singapore, Macao, Japonia, Canada, USA, Franța, Germania, Norvegia, Danemarca, Marea Britanie, Serbia, Polonia, Argentina și Brazilia unde au cântat pentru 75.000 de oameni. Henry Padovani s-a alăturat formației pe scena pentru bisul final la spectacolul din Paris pe 29 septembrie. The Police, ca trupă de 4 persoane, a cântat "Next to You" de pe primul album al formației intitulat Outlandos d’Amour.

## Discografie

### Album din studio
- Outlandos d'Amour (2 noiembrie 1978)
- Reggatta de Blanc (5 octombrie 1979)
- Zenyatta Mondatta (3 octombrie 1980)
- Ghost in the Machine (2 octombrie 1981)
- Synchronicity (1 iunie 1983)

### Albume live
- Live! (iunie 1995)
- Certifiable: Live in Buenos Aires (11 noiembrie 2008)

### Compilații
- Every Breath You Take: The Singles (octombrie 1986)
- Greatest Hits (septembrie 1992)
- The Very Best of Sting & The Police (noiembrie 1997)
- The Police (5 iunie 2007)

### Box set
- Message in a Box: The Complete Recordings (28 septembrie 1993)